# Rogóźno (województwo wielkopolskie)
Rogóźno – wieś w Polsce, w województwie wielkopolskim, w powiecie kolskim, w gminie Przedecz. Wchodzi w skład sołectwa Chrustowo.
Do 2023 miejscowość była częścią wsi Chrustowo.
Wieś królewska położona w II połowie XVI wieku w powiecie przedeckim województwa brzeskokujawskiego, należała do starostwa przedeckiego. W latach 1975–1998 Rogóźno należało administracyjnie do województwa konińskiego.